# Olivier Métra
Jules Louis Olivier Métra (Reims, 2 giugno 1830 – Parigi, 22 ottobre 1889) è stato un compositore e direttore d'orchestra francese. Métra è fra i compositori francesi più noti della sua epoca, raggiungendo una grandissima popolarità con i suoi valzer, le polka, mazurka e quadriglie

## Biografia
Figlio dell'attore Jean Baptiste Métra, Olivier Métra calca le scene molto giovane accompagnando il padre: nel 1842, fa i suoi inizi al Théâtre Comte a 12 anni. Apprende a suonare il violino e si esibisce a 19 anni in una sala da ballo del boulevard Rochechouart. Un amico musicista lo invita quindi a seguire i corsi di Antoine Elwart al Conservatorio di Parigi, dove ottiene un premio per l'armonia.

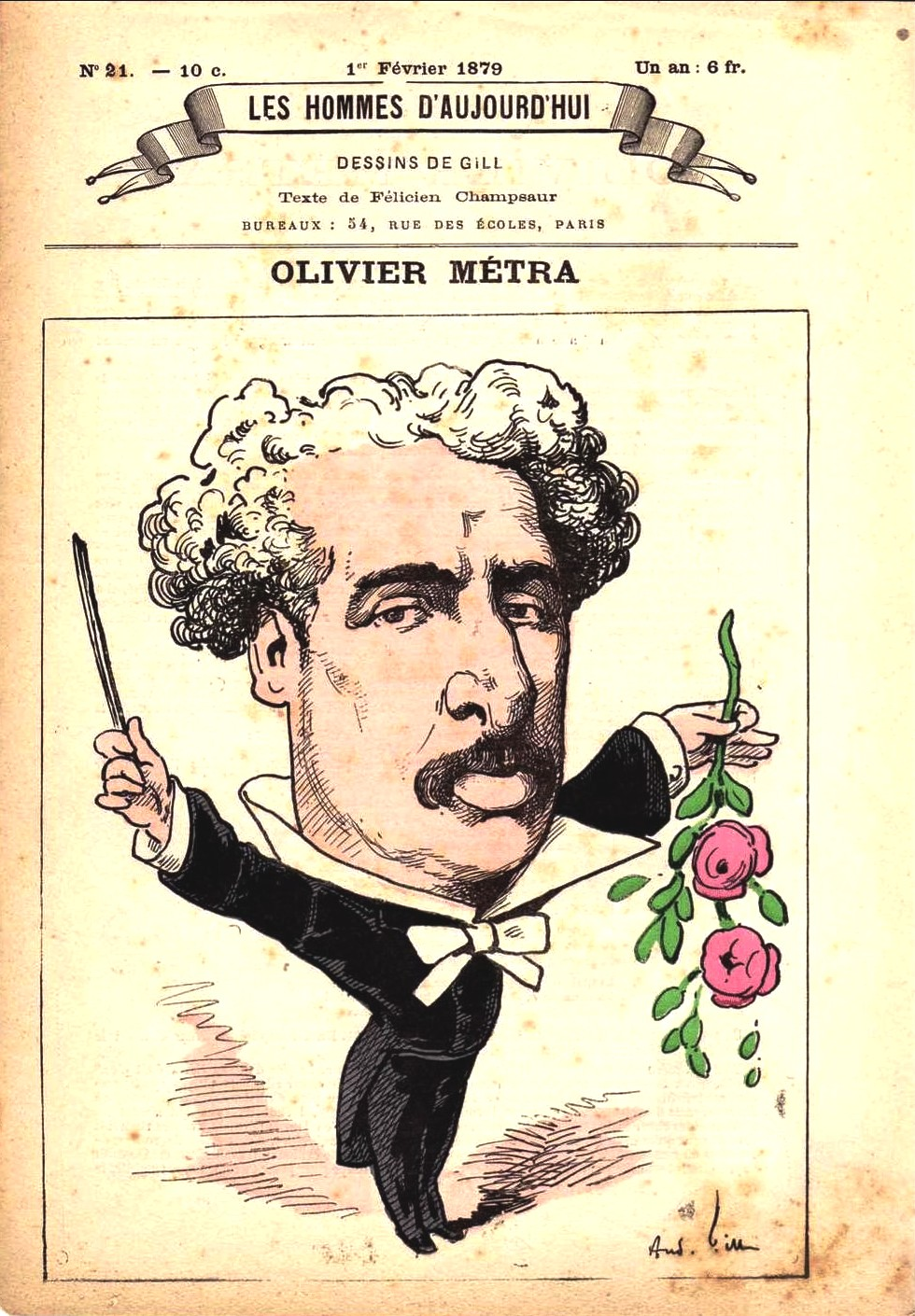
Caricatura di Métra di André Gill (1879)

Nel 1855, dirige l'orchestra del Bal Mabille. Durante questo periodo, acquisisce una grande popolarità graie ai suoi valzer, come Le Tour du Monde, la Valse des Roses, Gambrinus, e La Nuit La sérénade. Dal 1872 al 1877, dirige in particolare i balli de l'Opéra-Comique, l'orchestra delle Folies Bergère, per la quale compone numerosi balletti, fa cui Les Volontaires. Dal 1874 al 1876, dirige i balli del Théâtre de la Monnaie a Bruxelles e, infine, quelli dell'Opéra di Parigi al fianco di Johann Strauss II. Lì, fa rappresentare nel 1879 il balletto Yedda, su una coreografia di Mérante, con la prima rappresentazione che avviene il 17 gennaio 1879. Fonda nel 1885, al Palazzo Vivienne, le "serate Metra", che si compongono di concerti, balli e feste il mercoledì e sabato sera. Nel 1888, crea al Théâtre des Bouffes-Parisiens la sua operetta Le Mariage avant la lettre su un libretto di Alphonse Jaime e Georges Duval.
Oltre alla sua produzione di valzer e operette, Métra realizza numerosi arrangiamenti per le operette di altri compositori, come Jacques Offenbach, Émile Tédesco, Louis Ganne, Robert Planquette, Charles Lecocq, Edmond Audran e Léon Vasseur. Alcune delle sue composizioni, saranno usate come colonne sonore per film, come in Ciboulette di Claude Autant-Lara (1930) e Les Destinées, di Olivier Assayas (2000).
Olivier Métra è seppellito a Bois-le-Roi, la sua tomba monumentale è ornata da un busto, opera di Antonin Mercié.

## Omaggi
Nel 1892, viene dato il suo nome alla "rue Olivier-Métra" a Reims e, nel 1907, la "rue Olivier-Métra" nel XX arrondissement di Parigi gli è dedicata. Una banchina e una scuola di Bois-le-Roi (dove ha vissuto a lungo) portano egualmente il suo nome.